# Thomas Wright (schrijver)

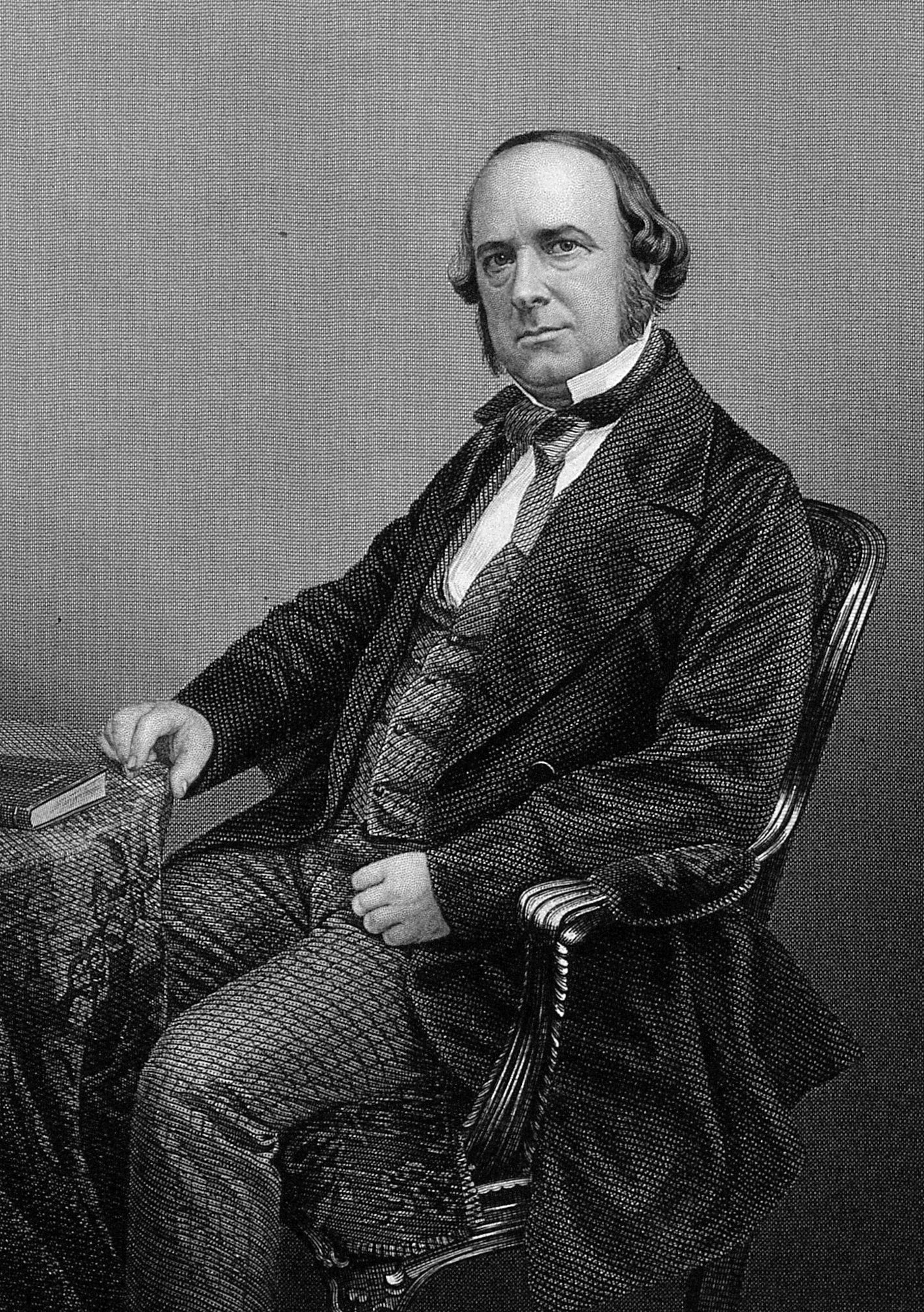
Thomas Wright in 1859

Thomas Wright (Tenbury, bij Ludlow (Shropshire), 21 april 1810 - Chelsea, Londen, 23 december 1877) was een Engels antiquair en schrijver.
Wright werd geboren in een gezin van Quakers afkomstig uit Bradford, Yorkshire. Hij bezocht het gymnasium in Ludlow en studeerde aan Trinity College in Cambridge, waar hij in 1834 afstudeerde.
Tijdens zijn periode in Cambridge droeg hij bij aan The Gentleman's Magazine en andere tijdschriften. In 1835 trok hij naar Londen om een literaire carrière te beginnen.
In 1836 publiceerde hij de geannoteerde serie Early English Poetry in vier delen. 
Met John Mason Neale richtte hij in 1839 de Camden Society op, een genootschap dat zich ten doel stelde vroeg-historisch en literair materiaal en nog ongepubliceerde manuscripten uit te geven. 
Ook was hij mede-oprichter van de Percy Society (een gelijksoortig genootschap), de British Archaeological Association en de Shakespeare Society.  
In 1840 verscheen zijn editie van William Langlands The Vision and Creed of Piers Plowman.
Zijn belangrijkste werk als literair antiquair waren Biographia Britannica Literaria of the Anglo-Saxon Period (1842) en Anecdota Literaria, een verzameling korte gedichten in het Engels, Frans en Latijn uit de 13e eeuw (1844).
- Biblioteca Nacional de España: XX1162173
- Bibliothèque nationale de France: cb12100042j (data)
- Catàleg d'autoritats de noms i títols de Catalunya: 981058514333406706
- Gemeinsame Normdatei: 117428973
- International Standard Name Identifier: 0000 0001 0783 9851
- Library of Congress Control Number: n50028684
- Bibliotheek van het Japanse parlement: 00726908
- Nationale Bibliotheek van Tsjechië: hka2010617183
- Nationale bibliotheek van Australië: 35621837
- Nationale Bibliotheek van Israël: 987007269955905171
- Nederlandse Thesaurus van Auteursnamen: 06846939X
- Réseau des bibliothèques de Suisse occidentale: 02-A013251180
- Istituto Centrale per il Catalogo Unico: UBOV352466
- SNAC: w6tq5zg8
- Système universitaire de documentation: 029356385
- Trove: 1017956
- Virtual International Authority File: 76345452
- WorldCat: E39PBJvmFXQkGhFWbGFrdw9CcP